# Otępienie czołowo-skroniowe
Otępienie czołowo-skroniowe (ang. frontotemporal dementia, FTD) – klinicznie, genetycznie i morfologicznie heterogenna grupa chorób neurodegeneracyjnych należących do tauopatii. Zalicza się tu chorobę Picka, wariant czołowy FTD (inaczej behawioralny - bvFTD), wariant skroniowy FTD (inaczej semantyczny lub semantyczny wariant pierwotnej afazji postępującej - SvPPA) i postępującą afazję bez płynności mowy (NfvPP).

## Epidemiologia
Otępienie czołowo-skroniowe stanowi przyczynę 8–10% przypadków demencji. Większość to przypadki sporadyczne; postacie rodzinne są rzadkie. Krewni pacjentów z FTD mają 3,5 razy wyższe ryzyko zachorowania od populacji ogólnej.

## Objawy i przebieg
Objawy otępienia czołowo-skroniowego zależą od dominującej postaci choroby i mogą obejmować zaburzenia zachowania, językowe, poznawcze oraz motoryczne.

### Zmiany zachowania i osobowości:
- Utrata empatii i obojętność wobec emocji innych osób.
- Brak zahamowań społecznych, w tym zachowania impulsywne i nieadekwatne do sytuacji.
- Wahania nastroju, obejmujące apatię, depresję lub nadmierną euforię.
- Stereotypowe lub powtarzalne zachowania oraz zmiany w zainteresowaniach.
- Nadmierne pobudzenie lub przeciwnie – wycofanie społeczne.

### Zmiany językowe:
- Trudności w płynnym mówieniu (afazja postępująca).
- Problemy z rozumieniem słów i konstruowaniem zdań.
- Ubogi zasób słownictwa i trudności w nazywaniu przedmiotów.

### Zmiany poznawcze:
- Upośledzenie funkcji wykonawczych, takich jak planowanie i organizacja działań.
- Trudności w podejmowaniu decyzji i ocenie sytuacji.
- Osłabienie zdolności do przewidywania konsekwencji własnych działań.

### Zmiany motoryczne:
- Osłabienie siły mięśniowej i sztywność mięśni.
- Trudności z koordynacją ruchową i chodem, przypominające objawy choroby Parkinsona.
- Spowolnienie ruchów i zaburzenia postawy.

### Zmniejszenie zdolności do samodzielnej opieki:
- Problemy z wykonywaniem codziennych czynności, takich jak higiena osobista czy przygotowywanie posiłków.
- Wzrost zależności od opieki osób trzecich.

### Inne objawy:
- Zmniejszenie zainteresowania wcześniejszymi pasjami i aktywnościami.
- Problemy z kontrolą emocji i nieprzewidywalne reakcje.
- Nietypowe zmiany w nawykach żywieniowych, np. skłonność do jedzenia określonych produktów lub nadmierne spożywanie jedzenia.

W miarę postępu choroby objawy nasilają się, prowadząc do całkowitej utraty niezależności pacjenta.

## Leczenie
Nie ma skutecznej terapii zaburzeń poznawczych w otępieniach czołowo-skroniowych.